# Westewitz (Petersberg)
Westewitz ist ein Ortsteil der Ortschaft Wallwitz der Großgemeinde Petersberg im Saalekreis in Sachsen-Anhalt. 
Bis zur Bildung der Einheitsgemeinde Petersberg am 1. Januar 2010 war Westewitz ein Ortsteil der Gemeinde Wallwitz und seit dem 1. Juli 2006 ein Ortsteil der Gemeinde Götschetal. Westewitz wurde am 1. Oktober 1938 nach Wallwitz eingemeindet.

## Geografie
Der Ort Westewitz liegt etwa zehn Kilometer nördlich von Halle (Saale) südwestlich des 250 m hohen Petersbergs. Die Götsche trennt das Dorf vom Ortsgebiet von Wallwitz.

## Geschichte
Westewitz gehörte als schriftsässiger Ort zum Rittergut Ostrau, welches ab 1485 zum wettinischen Amt Delitzsch gehörte. Das Gebiet des Ritterguts Ostrau lag räumlich getrennt vom übrigen Amt Delitzsch. Westewitz und sein Nachbarort Frößnitz wurden wiederum durch das wettinische Amt Petersberg vom Ostrauer Gutsbezirk getrennt.
Seit dem 1697 erfolgten Verkauf des Amts Petersberg an Brandenburg-Preußen bildeten Frößnitz und Westewitz eine kursächsische Exklave im Saalkreis des zu Preußen gehörigen Herzogtums Magdeburg. Sie blieben jedoch weiterhin dem nun preußischen Amt Petersberg zinsverpflichtet. Auch kirchlich gehörten beide Orte weiterhin zum Kirchspiel Petersberg. 1806 erfolgte die Besetzung von Petersberg und dem preußischen Saalkreis durch französische Truppen. Dadurch war die nun königlich-sächsische Exklave Frößnitz/Westewitz ab 1807 vom Distrikt Halle im Departement der Saale des Königreichs Westphalen umgeben.
Nach der Niederlage Napoleons und dem Ende des Königreichs Westphalen war Westewitz seit 1813 wieder von Preußen umgeben. Durch die Beschlüsse des Wiener Kongresses kamen die Exklavenorte Frößnitz und Westewitz wie die meisten Orte des sächsischen Amts Delitzsch im Jahr 1815 zu Preußen, wodurch ihr Exklavenstatus endete. Die beiden Orte wurden wie ihr Umland im Jahr 1816 dem Saalkreis im Regierungsbezirk Merseburg der Provinz Sachsen zugeteilt.
Am 1. Oktober 1938 erfolgte die Eingemeindung von Westewitz nach Wallwitz. Bei der Kreisreform in der DDR kam Westewitz als Ortsteil der Gemeinde Wallwitz im Jahr 1952 zum verkleinerten Saalkreis im Bezirk Halle, dieser ging bei der Kreisreform im Jahr 2007 im Saalekreis auf.
Seit dem 1. Juli 2006 gehörte Westewitz zum Ortsteil Wallwitz der neugebildeten Gemeinde Götschetal. Bei der Bildung der Einheitsgemeinde Petersberg am 1. Januar 2010 wurde die Gemeinde Götschetal aufgelöst und ihre Ortsteile zu Ortschaften der neuen Großgemeinde Petersberg.

## Politik
Westewitz gehört zur Ortschaft Wallwitz, welche einen eigenen Ortschaftsrat und Ortschaftsbürgermeister hat.

## Verkehr
Die Bundesautobahn 14, die von Leipzig nach Magdeburg führt, liegt südlich vom Westewitz. Die nächste Abfahrt ist „Halle-Trotha“. Im Nachbarort Wallwitz besteht Bahnanschluss an die Bahnstrecke Halle–Halberstadt.